# Système éducatif en Corée du Nord
Le système éducatif en Corée du Nord est fortement centralisé et sous le contrôle de l'État.
L'enseignement est gratuit et obligatoire en Corée du Nord pendant onze années, de 6 à 17 ans, et est sanctionné par l'obtention d'un diplôme de fin d'études secondaires. Selon les données officielles et d'autres sources extérieures le taux d'alphabétisation (99 %) est aussi élevé qu'en Europe et en Amérique du Nord.
Les matières de base de l'enseignement sont le coréen, les mathématiques, le sport, le dessin, la musique, les sciences, ainsi que l'étude des idées du juche, la pensée de Kim Il Sung, fortement valorisée.
Les élèves nord-coréens portent un uniforme composé d'un pantalon bleu, d'une chemise blanche et d'un foulard rouge, et doivent se présenter ainsi le matin dans la cour des écoles pour réciter un serment de fidélité à Kim Jong-Un, lui jurant « fidélité jusqu'à la mort ».
Deux langues étrangères sont étudiées au cours de l'enseignement secondaire (principalement, le russe ou l'anglais en première langue, auxquels s'ajoutent notamment le japonais et le mandarin en seconde langue). L'institut des langues étrangères de Pyongyang dispense également des cours de français, espagnol, allemand et arabe.
La principale université du pays est l'université Kim Il-sung. Les 280 établissements d'enseignement supérieur du pays accueillent 300 000 étudiants. À partir des années 1960 des étudiants étrangers ont été accueillis (notamment maliens, angolais, vietnamiens, russes et ressortissants d'Europe de l'Est).
Créé le 26 janvier 2005, le Fonds d'enseignement de Corée (FEC ou KEF en anglais) est officiellement un « organisme légal non gouvernemental » qui vise à encourager une aide financière et matérielle non gouvernementale au développement de l'enseignement en Corée du Nord.

## Vie à l'école
Le Saeng hwal chong hwa a lieu chaque semaine, dans chaque classe. Il s'agit d'un moment où les étudiants se font critiquer volontairement par leurs camarades et s’autocritiquent. Les professeurs font de même avec toute l’équipe enseignante.
Afin de créer une plus forte haine envers les étrangers et créer une forte solidarité interne, la Corée du Nord organise des évènements de masse. Ces évènement sont des protestations durant lesquelles la foule se rassemble et tient des discours haineux comme « écrasons l’Amérique et les marionnettes du gouvernement sud-coréen ». Ces protestations ont lieu en général pendant les vacances, mais chaque classe, école, ville, province, et gouvernement central a un emploi du temps différent. Tout le monde a l’obligation d’assister à ces rassemblements.
Les enfants sont influencés au travers des émissions pour enfant depuis leur plus jeune âge. Le gouvernement fait en sorte de leur apprendre à haïr les pays étrangers. Les étudiants ont également l’obligation, chaque mois, de visiter des musées exposant les atrocités faites par les Américains ou Japonais envers les Nord-coréens. À la suite de ces visites, les étudiants doivent rédiger un rapport qu’ils présenteront à leur classe sur la manière dont ils agiraient face à un Américain ou un Japonais. Les enfants sont forcés d’assister à certaines exécutions publiques.
Le système scolaire nord-coréen se base sur des directives internationales telles que « the International Covenant on Civil and Political Rights (ICCPR) » (« Pacte international relatif aux droits civils et politiques ») et « the Convention on the Rights of the Child (CRC) » (« Convention relative aux droits de l'enfant »). Cependant, la Corée du Nord ne respecte pas systématiquement ces accords. En effet, ces accords encouragent la liberté de penser, le libre accès des enfants à l’information dans le but d’apprendre et de développer leurs esprit et personnalité. Aussi, l’école doit être gratuite et accessible à tout le monde et particulièrement aux enfants handicapés. Mais, selon des témoignages de réfugiés Nord-Coréens, les enfants sont forcés de fournir des ressources à l’école (argent ou matières premières). Cette « taxe » se nomme « Children’s initiative » (« L’initiative des enfants »). Les dons  doivent être réguliers, sous peine d’être persécutés mentalement et physiquement par leurs professeurs ou camarades. Afin de fournir assez de ressources, les enfants sont souvent obligés de quitter l’école plus tôt ou de s’absenter pour travailler dans les champs.
L’université en Corée du Nord n’est pas accessible pour tout le monde, en raison d'une corruption importante. Seule l’élite peut se permettre de payer pour passer les concours d’entrée, ayant ainsi plus de chance d’entrer dans une université.

## Violence à l'égard des enfants dans un contexte scolaire en Corée du Nord.
D'après L'ONG PSCORE de nombreux enfants seraient victimes de harcèlement physique, psychologique et moral au sein même de l'école. Plusieurs témoignages confirment l'existence d'une violence systémique entre élèves encouragée et parfois employée par les professeurs.
Les élèves les moins bons sont humiliés par leurs camarades et leurs professeurs et rejetés par le groupe et même parfois battus.
Les cas de harcèlement sexuel semblent également fréquents dans le milieu scolaire nord-coréen comme l'a été reporté par des réfugiés Nord-Coréens à plusieurs reprises.